# IMAP
IMAP (англ. Internet Message Access Protocol) — протокол прикладного уровня для доступа к электронной почте.
Базируется на TCP и использует порт 143, а IMAPS (IMAP поверх SSL) — порт 993. IMAP работает только с сообщениями и не требует каких-либо пакетов со специальными заголовками.
IMAP предоставляет пользователю широкие возможности для работы с почтовыми ящиками, находящимися на почтовом сервере. Почтовая программа, использующая этот протокол, получает доступ к хранилищу корреспонденции на сервере так, как будто эта корреспонденция расположена на компьютере получателя. Электронными письмами можно манипулировать с компьютера пользователя (клиента) без постоянной пересылки с сервера и обратно полного содержания писем.
Для отправки писем используется обычно протокол SMTP, так как собственная команда отправки протокола IMAP, называемая APPEND, не содержит в себе механизма передачи служебной информации.
Для имён почтовых ящиков (папок) с символами вне диапазона ASCII используется модифицированная версия кодировки UTF-7.

## Цель разработки протокола IMAP
Протокол IMAP представляет собой альтернативу POP с зачаточными способностями по отправке.
Первая версия протокола POP имела ряд недостатков, и наиболее серьёзный из них — отсутствие возможностей по управлению перемещением и хранением сообщений на сервере. В POP сообщения загружаются с почтового сервера все сразу, после чего они с сервера удаляются, то есть отсутствует возможность выбирать сообщения для получения.
Для решения проблем, связанных с этой особенностью POP, в 1986 году Марк Криспин (англ. Mark Crispin), работавший тогда в Стэнфордском университете, создал новый протокол получения почты с сервера.
Новый протокол предоставил пользователям возможность получения электронной почты в различных местах из одного почтового ящика. Пользователю предоставляется возможность управлять сообщениями в своём почтовом ящике и дополнительные функции по обслуживанию почтовых ящиков на сервере.
В дальнейшем протокол POP был доработан, в POP3 (POP версии 3) есть возможность получать с сервера избранные сообщения и оставлять избранные сообщения на сервере. В последних версиях между IMAP и POP основное различие для пользователя — IMAP4 может обращаться к письмам в разных почтовых папках на сервере и перемещать письма между ними, а POP3 обращается к письмам на сервере по номерам в линейном списке (то есть работает только с одной почтовой папкой).
Версии протокола IMAP
- IMAP: в 1986 реализован на DEC, спецификация отсутствует
- IMAP2: реализован в 1987, описан в 1988 в RFC 1064, доработан в 1990 (RFC 1176)
- IMAP3: 1991 RFC 1203
- IMAP2bis, спецификация существует только в черновом варианте 1993 года, плюс в RFC 2061 (1996) описаны различия между IMAP4 и IMAP2bis
- IMAP4: 1994 RFC 1730
- IMAP4rev1: 1996 RFC 2060, 2003 RFC 3501

## Преимущества по сравнению с POP3
При использовании POP3 клиент подключается к серверу только на промежуток времени, необходимый для загрузки новых сообщений. При использовании IMAP соединение не разрывается, пока пользовательский интерфейс активен, а сообщения загружаются только по требованию клиента. Это позволяет уменьшить время отклика для пользователей, в чьих ящиках имеется много сообщений большого объёма.
Протокол POP требует, чтобы текущий клиент был единственным подключённым к ящику. IMAP допускает одновременный доступ нескольких клиентов к ящику и предоставляет клиенту возможность отслеживать изменения, вносимые другими клиентами, подключёнными одновременно с ним.
Благодаря системе флагов, определённой в IMAP4, клиент может отслеживать состояние сообщения (прочитано, отправлен ответ, удалено и т. д.); данные о флагах хранятся на сервере.
Клиенты IMAP4 могут создавать, переименовывать и удалять ящики и перемещать сообщения между ящиками. Кроме того, можно использовать расширение «IMAP4 Access Control List (ACL) Extension» (RFC 4314) для управления правами доступа к ящикам.
Поиск сообщений происходит на стороне сервера.
IMAP4 имеет явный механизм расширения.

## Сообщения и их атрибуты
IMAP работает только с сообщениями и не требует каких-либо пакетов со специальными заголовками.
Каждое сообщение имеет несколько связанных с ним атрибутов. Эти атрибуты могут быть определены индивидуально или совместно с другими атрибутами.

### UID
Каждому сообщению ставится в соответствие 32-битный код, который при использовании совместно с уникальным идентификатором образует 64-битовую последовательность, гарантирующую однозначную идентификацию сообщения в почтовом ящике. Чем позже сообщение пришло, тем больше его UID.
UID ассоциируется с почтовым ящиком и посылается в виде кода uidvalidity отклика (ok) на фазе выбора почтового ящика. Если UID из предыдущей сессии по какой-то причине не может быть использован, UID должен быть инкрементирован.
UID сообщения не должно изменяться в пределах сессии, его не следует изменять и от сессии к сессии. Однако если невозможно сохранить UID сообщения в последующей сессии, каждая следующая сессия должна иметь новый уникальный код идентификатора, который должен быть больше, чем любой UID, использованный ранее.

### Порядковый номер сообщения
Порядковый номер сообщения в почтовом ящике начинается с 1. Каждое сообщение, начиная со второго, имеет порядковый номер ровно на 1 больше, чем предшествующее ему.
В течение сессии допустимо изменение порядкового номера сообщения. Например, когда сообщение удаляется из почтового ящика, номера всех последующих сообщений изменяются.

### Флаги сообщения
Этот атрибут представляет собой список из нуля или более именованных лексем, соотнесённых с данным сообщением. Флаг устанавливается путём его добавления к этому списку и обнуляется путём его удаления. В IMAP 4.1 существует два типа флагов. Флаг может быть постоянным или действующим только на время данной сессии.
Системным флагом является флаг, имя которого определено в спецификации протокола. Все системные флаги начинаются с символа \.
В настоящее время определены следующие системные флаги:
- \seen — сообщение прочитано
- \answered — на сообщение отправлен ответ
- \flagged — сообщение отмечено как «важное»
- \deleted — сообщение отмечено как удалённое
- \draft — сообщение отмечено как черновик
- \recent — недавнее сообщение (впервые появилось в ящике в ходе текущей сессии)

### Внутренние дата и время сообщения на сервере
Время и дата получения сообщения. В случае доставки сообщения посредством протокола SMTP — дата и время доставки конечному адресату. Для сообщений, доставленных командой копирования — внутренняя дата и время отправителя сообщения. При использовании команды append — дата и время, заданные параметрами команды.

### Прочие атрибуты
- размер сообщения — число октетов в сообщении.
- структура конверта сообщения.
- структура тела сообщения

## Взаимодействие клиента и сервера
Соединение IMAP 4.1 подразумевает установление связи между клиентом и сервером. Клиент посылает серверу команды, сервер клиенту — данные и уведомления о статусе выполнения запроса. Все сообщения, как клиента, так и сервера, имеют форму строк, завершающихся специальной последовательностью.
Любая процедура начинается с команды клиента. Любая команда клиента начинается с префикса-идентификатора (обычно короткая буквенно-цифровая строка, например, A0001, A0002 и т. д.), называемого меткой (tag). Для каждой команды клиент генерирует свою метку.
Возможны два случая, когда строка, отправленная клиентом, не представляет собой законченную команду. В первом — аргумент команды снабжается кодом, определяющим число октетов в строке. Во втором — аргументы команды требуют отклика со стороны сервера. В обоих случаях сервер посылает запрос продолжения команды, начинающийся с символа +.
Клиент должен завершить отправку одной команды, прежде чем отправить другую.
Протокольный приемник сервера читает строку команды, пришедшей от клиента, осуществляет её разбор, выделяет параметры и передаёт серверу данные. По завершении команды сервер посылает отклик.
Данные, передаваемые сервером клиенту, а также статусные отклики, которые не указывают на завершение выполнения команды, имеют префикс * и называются непомеченными откликами.
Данные могут быть отправлены сервером в ответ на команду клиента или по собственной инициативе. Формат данных не зависит от причины отправки.
Отклик указывает на удачное/неудачное выполнение операции. Он использует ту же метку, что и команда клиента, запустившая процедуру. Таким образом, если осуществляется более, чем одна команда, метка сервера указывает на команду, вызвавшую данный отклик. Имеется три вида отклика завершения сервера: ok (успешное выполнение), no (неудача), bad (протокольная ошибка, например, не узнана команда или зафиксирована синтаксическая ошибка).
Протокольный приемник клиента IMAP 4.1 читает строку отклика от сервера и предпринимает действия в соответствии с первым символом * или +.
Клиент должен быть готов принять любой отклик сервера в любое время. Данные сервера должны быть записаны так, чтобы клиент мог их непосредственно использовать, не посылая серверу уточняющих запросов.

## Состояния сервера IMAP
Сервер IMAP 4.1 находится в одном из четырёх состояний.
Большинство команд можно использовать только в определённых состояниях.
В состоянии без аутентификации клиент должен предоставить имя и пароль, прежде чем ему станет доступно большинство команд. Переход в это состояние производится при установлении соединения без предварительной аутентификации.
В состоянии аутентификации клиент идентифицирован и должен выбрать почтовый ящик, после чего ему станут доступны команды для работы с сообщениями. Переход в это состояние происходит при установлении соединения с предварительной аутентификацией, когда выданы все необходимые идентификационные данные или при ошибочном выборе почтового ящика.
В состояние выбора система попадает, когда успешно осуществлен выбор почтового ящика.
В состояние выхода система попадает при прерывании соединения в результате запроса клиента или вследствие независимого решения сервера.
1. Соединение без предварительной аутентификации
2. Соединение с предварительной аутентификацией
3. Соединение отвергнуто
4. Успешное завершение команды LOGIN или AUTHENTICATE
5. Успешное завершение команды SELECT или EXAMINE
6. Выполнение команды CLOSE или неудачная команда SELECT или EXAMINE
7. Выполнение команды LOGOUT, закрытие сервера или прерывание соединения

## Команды протокола IMAP
LOGINПозволяет клиенту при регистрации на сервере IMAP использовать идентификатор пользователя и пароль в обычном текстовом виде. Это не самый лучший метод, но иногда это единственная возможность подключиться к серверу.
AUTHENTICATEПозволяет клиенту использовать при регистрации на сервере IMAP альтернативные методы проверки подлинности. Индивидуальная проверка подлинности пользователей не является обязательной и поддерживается не всеми серверами IMAP. К тому же реализации такой проверки могут различаться в зависимости от сервера. Когда клиент выдает команду AUTHENTICATE, сервер отвечает на неё строкой вызова в кодировке base64. Далее клиент должен отправить ответ на вызов сервера о проверке подлинности, также закодированный base64. Если на сервере не поддерживается метод проверки подлинности, предложенный клиентом, он включает в свой ответ слово NO. После этого клиент должен продолжить переговоры по согласованию метода проверки подлинности. Если все попытки определить метод проверки подлинности потерпели неудачу, то клиент предпринимает попытку зарегистрироваться на сервере посредством команды LOGIN.
CLOSEЗакрывает почтовый ящик. Когда почтовый ящик закрыт с помощью этой команды, то сообщения, помеченные флагом \DELETED, удаляются из него. Не имеет параметров.
LOGOUTЗавершает сеанс для текущего идентификатора пользователя.
CREATEСоздаёт новый почтовый ящик. Имя и местоположение новых почтовых ящиков определяются в соответствии с общими спецификациями сервера.
DELETEПрименяется к почтовым ящикам. Сервер IMAP при получении этой команды попытается удалить почтовый ящик с именем, указанным в качестве аргумента команды. Сообщения удаляются вместе с ящиками и восстановлению не подлежат.
RENAMEИзменяет имя почтового ящика. Эта команда имеет два параметра — имя почтового ящика, который требуется переименовать, и новое имя почтового ящика.
SUBSCRIBEДобавляет почтовый ящик в список активных ящиков клиента. В этой команде используется только один параметр — имя почтового ящика, который нужно внести в список. Почтовый ящик не обязательно должен существовать, чтобы его можно было добавить в список активных ящиков — это позволяет добавлять в список активных ящиков ящики, которые ещё не созданы, или удалять их, если они пусты.
UNSUBSCRIBEУдаляет почтовые ящики из списка активных. В ней так же используется один параметр — имя почтового ящика, который удаляется из списка активных ящиков клиента. При этом сам по себе почтовый ящик не удаляется.
LISTПолучить список всех почтовых ящиков клиента; имеет два параметра.
LSUBВ отличие от команды LIST используется для получения списка ящиков, активизированных командой SUBSCRIBE. Параметры — такие же, как у LIST.
STATUSФормирует запрос о текущем состоянии почтового ящика. Первым параметром для этой команды является имя почтового ящика, к которому она применяется. Второй параметр — это список критериев, по которым клиент хочет получить информацию. Команда STATUS может использоваться для получения информации о состоянии почтового ящика без его открытия с помощью команд SELECT или EXAMINE.
Пользователь может получить информацию по критериям:
- MESSAGES — общее число сообщений в почтовом ящике
- RECENT — число сообщений с флагом \recent
- UIDNEXT — идентификатор UID, который будет назначен новому сообщению
- UIDVALIDITY — уникальный идентификатор почтового ящика
- UNSEEN — число сообщений без флага \seen

APPENDДобавляет сообщение в конец указанного почтового ящика. В качестве аргументов указываются имя ящика, флаги сообщения (не обязательно), метка времени (не обязательно) и само сообщение — заголовок и тело.
Имеются следующие флаги сообщений:
- \Seen — прочитано
- \Answered — написан ответ
- \Flagged — срочное
- \Deleted — помечено для удаления
- \Draft — черновик
- \Recent — новое сообщение, оно поступило в почтовый ящик после окончания прошлого сеанса

Если в команде указаны флаги, то они устанавливаются для добавляемого сообщения. В любом случае для сообщения устанавливается флаг \Recent.
Если в команде задана метка времени, то это время будет установлено в качестве времени создания сообщения, в противном случае за время создания принимается текущее время.
Поскольку сообщение состоит не из одной строки, используются литералы.
Пример:
```
C	A003 APPEND saved-messages (\Seen) {247}
S	+ Ready for literal data
C	Date: Mon, 7 Feb 1994 21:52:25 -0800 (PST)
C	From: Fred Foobar <foobar@example.COM>
C	Subject: afternoon meeting
C	To: mooch@owatagu.example.net
C	Message-Id: <B27397-0100000@example.COM>
C
C	Hello Joe, do you think we can meet at 3:30 tomorrow?
S	A003 OK APPEND completed

```

Расширение MULTIAPPEND, описанное в RFC 3502, позволяет одной командой добавлять в почтовый ящик несколько сообщений.
CHECKУстанавливает контрольную точку в почтовом ящике. Любые операции, такие, например, как запись данных из памяти сервера на его жёсткий диск, должны выполняться при соответствующем состоянии почтового ящика. Именно для проверки целостности почтового ящика после дисковых и других подобных им операций и применяется команда CHECK. Эта команда используется без параметров.
EXPUNGEУдаляет из почтового ящика все сообщения, помеченные флагом \DELETED, при этом почтовый ящик не закрывается. Ответ сервера на команду EXPUNGE представляет собой отчёт о новом состоянии почтового ящика.
SEARCHПоиск сообщений по критериям в активном почтовом ящике с последующим отображением результатов в виде номера сообщения.
Возможен поиск сообщений, в теле которых имеется определённая текстовая строка, или имеющих определённый флаг, или полученных до определённой даты и т. д.
FETCHПолучить текст почтового сообщения. Команда применяется только для отображения сообщений. В отличие от POP3, клиент IMAP не сохраняет копию сообщения на клиентском ПК.
STOREИзменяет информацию о сообщении.
COPYКопирует сообщения из одного почтового ящика в другой.
UIDИспользуется в связке с командами FETCH, COPY, STORE или SEARCH. С её помощью в этих командах можно использовать реальные идентификационные номера UID вместо последовательности чисел из диапазона номеров сообщений.
CAPABILITYЗапрос у сервера IMAP информации о его возможностях.
NOOPКоманда ничего не делает. Она может применяться для поддержки активности во время сеанса для того, чтобы сеанс не прекратился по таймеру интервала ожидания. Ответ сервера на команду NOOP всегда должен быть положительным. Так как сервер часто в ответе возвращает состояние выполнения той или иной команды, то NOOP вполне можно использовать как триггер для периодического запроса о состоянии сервера.